# Casina Valadier
La Casina Valadier è il nome con cui è solitamente conosciuto il caffè del Pincio, un piccolo edificio sito in piazza Bucarest, all'interno di Villa Borghese, a Roma.

## Storia

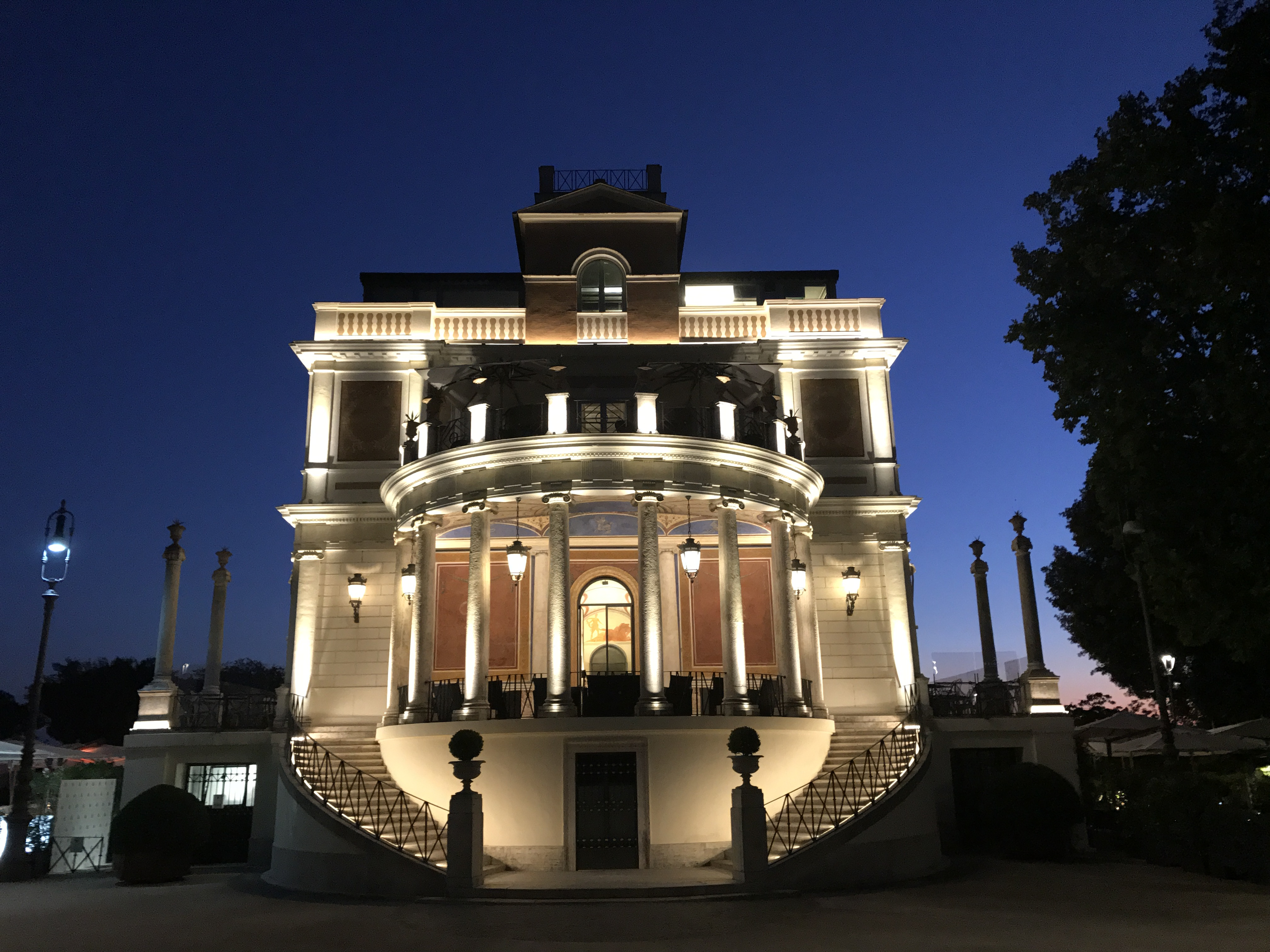
La Casina Valadier

La palazzina prende il nome dal suo progettista, l'architetto romano Giuseppe Valadier, che l'aveva disegnata e realizzata tra il 1816 e il 1837 rielaborando un precedente casale del XVII secolo.
Nel periodo che spazia dal Regno d'Italia alla fine dell'Ottocento conobbe un periodo di felice frequentazione. 
Nella prima metà del XX secolo cadde in declino divenendo la dimora del custode del parco del Pincio; nel 1920 fu venduta e adibita a ristorante.

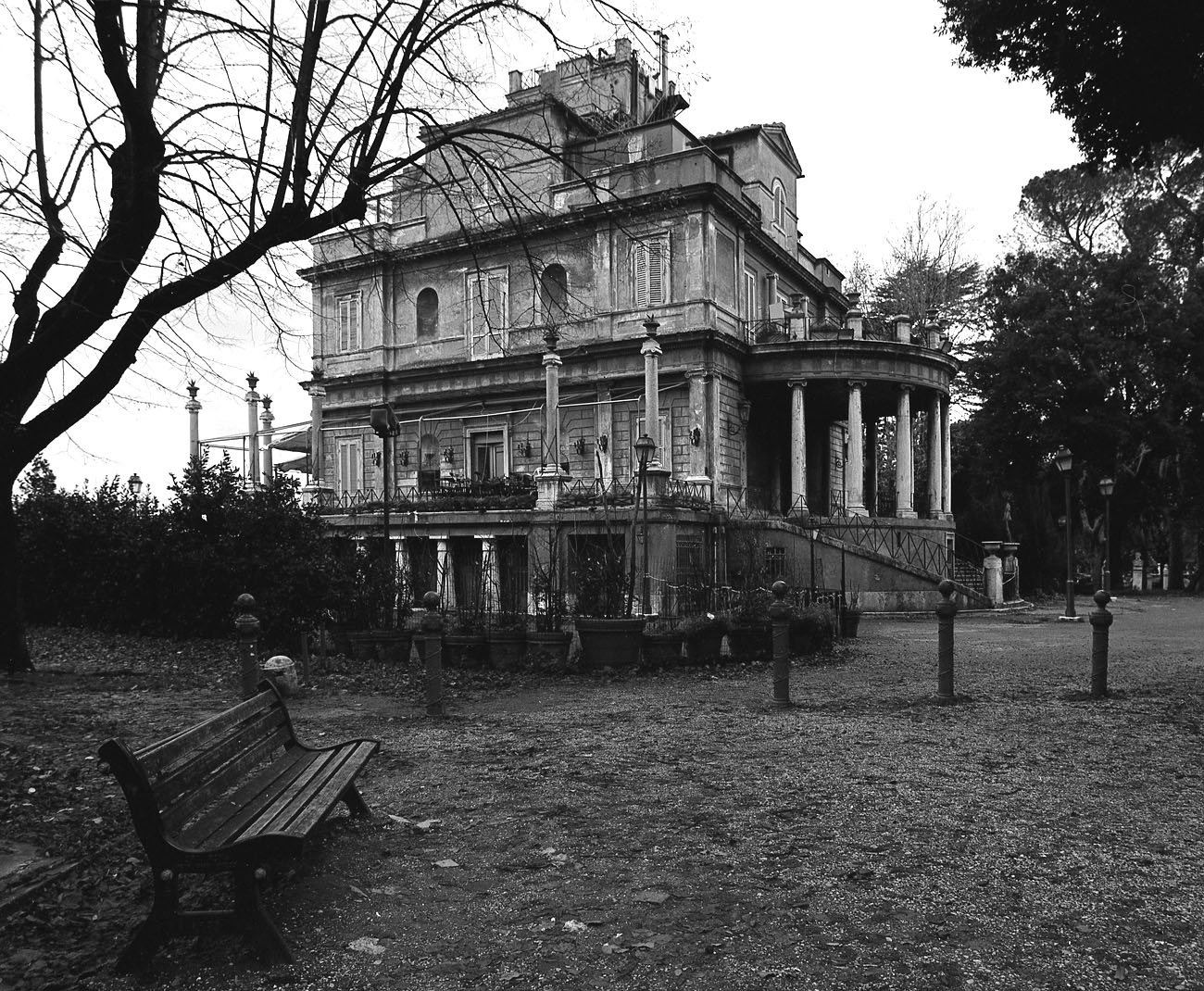
La Casina Valadier nel 2000 durante il periodo di abbandono

Nel corso della seconda guerra mondiale fu occupata da militari tedeschi. Nel dopoguerra la Casina conobbe un nuovo periodo felice finché passaggi di proprietà sbagliati procurarono un nuovo declino perdurato fino al 1990, anno in cui venne chiusa al pubblico.
La Casina riaprì il 19 giugno 2004, dopo vari interventi di restauri.
Dal 2024 è adibita esclusivamente a luogo per matrimoni ed eventi privati o aziendali.

## Descrizione
Costituita da un volume cubico, cui è addossata un'elegante esedra con colonne di ordine ionico, la casina era nata con la funzione di ritrovo alla moda, anche per la sua posizione panoramica.
Fino al 1990 circa, la Casina Valadier era stata uno dei ristoranti più rinomati di Roma. Un recente restauro ha ridato splendore alla raffinata atmosfera dell'interno neoclassico, ricco di affreschi e pitture in stile pompeiano.